# Резолюция Совета Безопасности ООН 1045
Резолюция Совета Безопасности Организации Объединённых Наций 1045 (код — S/RES/1045), принятая 8 февраля 1996 года, подтвердив резолюцию 696 (1991) и все последующие резолюции по Анголе, Совет обсудил выполнение Лусакского протокола и продлил мандат Контрольной миссии ООН в Анголе III (UNAVEM III) до 8 мая 1996 г.
Совет Безопасности ООН подтвердил то значение, которое он придает выполнению мирных соглашений, Лусакского протокола и соответствующих резолюций Совета Безопасности, и был глубоко обеспокоен задержками в выполнении Лусакского протокола и ухудшением гуманитарной ситуации. Была подчеркнута важность восстановления ангольской экономики. Было отмечено, что в резолюции 976 (1995) Совет ожидал, что ЮНАВЕМ III завершит свой мандат в феврале 1997 года, но реализация Лусакского протокола отстает от графика.
Правительству Анголы и УНИТА напомнили об их обязательствах в отношении поддержания режима прекращения огня, завершения военных переговоров по интеграции вооруженных сил, процесса разминирования и начала интеграции персонала УНИТА. Позитивные шаги, предпринятые Анголой, приветствовались, и ожидалось, что страна продолжит расквартирование полиции быстрого реагирования, размещение вооруженных сил Анголы в казармах, репатриацию экспатриантов и программу разоружения гражданского населения. В частности, размещение и разоружение войск УНИТА было отложено, и в связи с этим УНИТА было настоятельно предложено выполнить эту часть соглашения в рамках мирного процесса.
Затем обе стороны попросили прекратить передачу враждебной пропаганды по радио и внести свой вклад в работу беспристрастного радио UNAVEM. Кроме того, президенту Анголы и президенту УНИТА было рекомендовано регулярно встречаться; всем странам напомнили о необходимости соблюдать эмбарго на поставки оружия УНИТА, установленное Резолюцией 864 (1993). Наконец, Генерального секретаря ООН Бутроса Бутроса-Гали попросили доложить Совету 7 марта, 4 апреля и 1 мая 1996 года о прогрессе, достигнутом между двумя сторонами, и о согласованном между ними графике.